# Zamach w Peszawarze (9 marca 2011)
Zamach w Peszawarze miał miejsce 9 marca 2011 r. Do zamachu przyznali się Talibowie. Miała to być odpowiedź na wsparcie, jakie udziela lokalna plemienna milicja pasztuńska w antytalibskich operacjach pakistańskiego rządu.

## Zamach
Do zdarzenia doszło w wiosce Adezai na przedmieściach Peszawaru, stolicy pakistańskiej prowincji Chajber Pasztunchwa. Bomba wybuchła w trakcie procesji pogrzebowej żony lokalnego przywódcy milicji pasztuńskiej, Hakima Khana. Na uroczystości tej zebrało się co najmniej 150 osób. Świadkowie zeznali, że zamachowiec ukrył ładunek wybuchowy pod szalem. Gdy wszedł w środek tłumu, zdetonował bombę. Uczestnicy pogrzebu narzekali na niedostateczną pomoc ze strony policji. Nie jest pewne, czy Hakim Khan zginął czy odniósł rany w wyniku zamachu. Zamach w Peszawarze miał miejsce zaledwie dzień po tym, jak w Faisalabadzie wybuch samochodu-pułapki spowodował śmierć co najmniej 25 osób i ranił kolejnych 127.

## Reakcja
Premier Pakistanu Yousaf Raza Gilani wydał oświadczenie potępiające ataki, w którym zapowiedział, że rząd wykorzeni raka terroryzmu z każdego zakątka i rogu kraju.